# Allocasuarina rigida
Allocasuarina rigida är en tvåhjärtbladig växtart som först beskrevs av Friedrich Anton Wilhelm Miquel, och fick sitt nu gällande namn av Lawrence Alexander Sidney Johnson. Allocasuarina rigida ingår i släktet Allocasuarina och familjen Casuarinaceae. Inga underarter finns listade i Catalogue of Life.